# Muur van de dichters
Muur van de dichters is een interactief kunstwerk in Amsterdam-West.
Het kunstwerk is een creatie van kunstenaar Danilo Joanovic. Het bestaat uit een tableau met tweetal luidsprekers. Uit de luidsprekers kan de toehoorder meerdere teksten horen van schrijvers en dichters, die hun naam gaven aan straten en pleinen in de buurt. Joanovic kwam met een roestvast staal tableau, dat eruitziet als een deurpaneel, een verzameling naambordjes met deurbellen. Men krijgt daarmee de indruk dat de dichters/schrijver hier ook zouden wonen; echter een deur ontbreekt. De kunstenaar wilde het idee overbrengen, dat men gedichten uit de muur zou kunnen trekken analoog aan fastfood bij de snackbar.
Dichters die genoemd worden:
- Willem Bilderdijk
- Jacob van Lennep
- Jan Pieter Heije
- Johannes Kinker
- De Schoolmeester
- Nicolaas Beets
- Jan Jakob Lodewijk ten Kate (Avondmijmering)
- Elias Annes Borger
- Hendrik Tollens (De verklikking)
- Johannes Kneppelhout
- en een knop voor een kindergedicht
- en een knop met uitleg in het Engels.

Via de bijbehorende website kan meer informatie ingewonnen worden. In Het Parool werd in 2022 geconstateerd dat enkele schrijvers hun bekendheid dan nog danken aan de straatnamen in de buurt en niet zozeer hun bijdragen aan de 19e eeuwse letteren.